# La multiplicació dels pans i dels peixos
La multiplicació dels pans i dels peixos és un dels miracles de Jesús qui, amb una petitíssima quantitat d'aliment, va ser capaç de donar menjar a tota una multitud.
L'esdeveniment està explicat sis vegades als Evangelis: els quatre evangelistes descriuen la primera, que cinc mil homes varen ser sadollats amb cinc pans i dos peixos; Mateu i Marc, a més relaten la segona en què quatre mil homes s'alimenten amb set pans i "uns quants peixos".
Aquest miracle té forts signes messiànics, profètics i litúrgics; igual com l'episodi del camí cap a Emmaús.

## Context al Nou Testament
La Primera Multiplicació dels Pans està recollida a quatre textos "paral·lels", escrit per cada un dels quatre evangelistes.
Els tres Evangelis sinòptics expliquen -i el de Joan deixa entreveure -［Joan 7:18］［Joan 9:9］ que aquest episodi va succeir just després de la mort de Joan Baptista. Una execució què va ser ordenada pel tetrarca Herodes Antipas per complir una promesa feta a la seva filla Salomé. La decapitació i posteriorment l'arribada del cap del profeta en una safata de plata van succeir durant un sumptuós banquet per l'aniversari del governant.［Marc 6:21］ Oposada a l'opulència d'Herodes hi ha el banquet que celebra Crist: és el signe del Banquet Celestial.［Lluc 14:15-29］

## Primera multiplicació

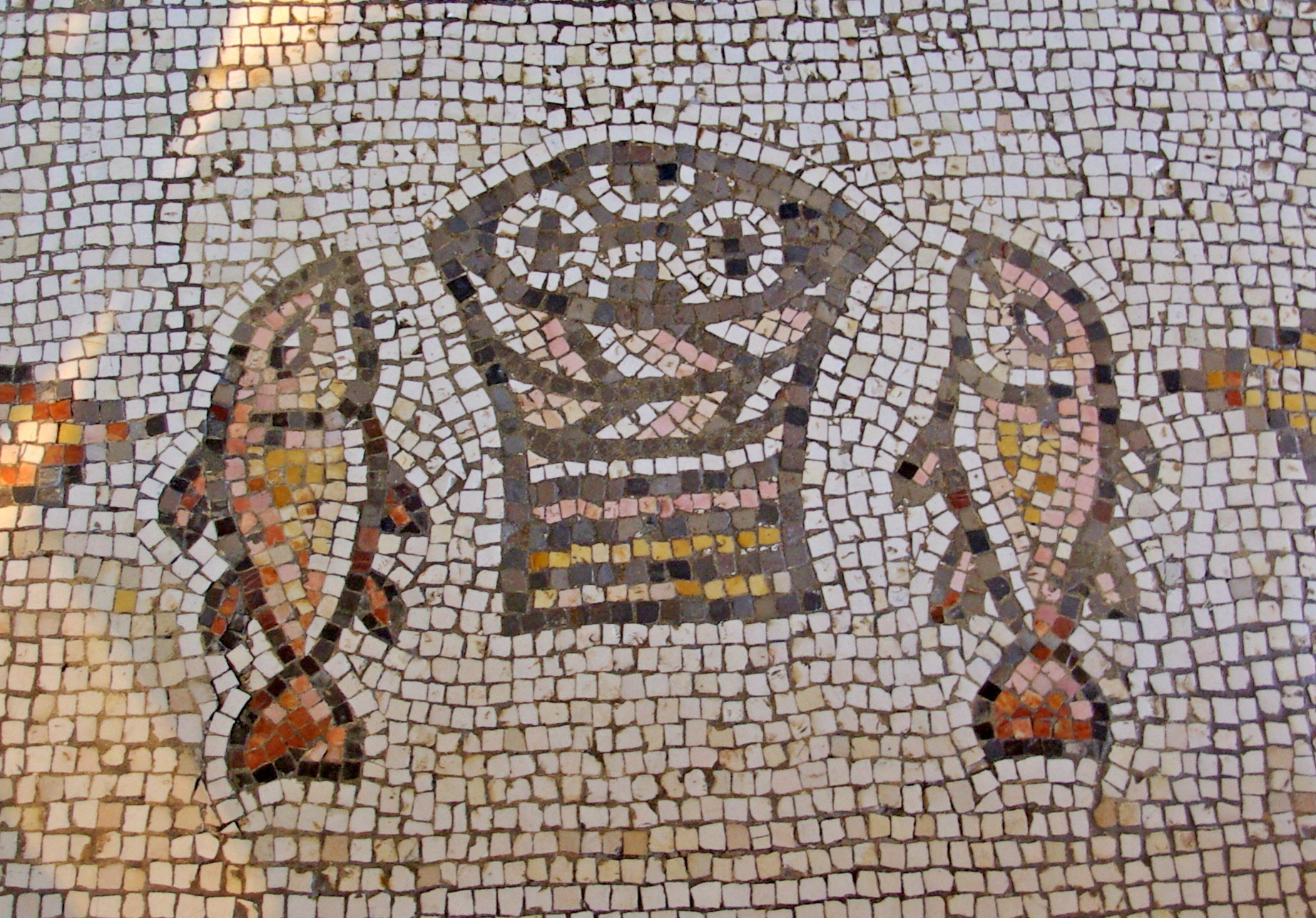
Mosaic d'una església a Tabgha, Israel

Jesús va rebre la notícia de l'assassinat de Joan Baptista.［Mateu 14:3］ Afligit, va creuar en una barca el mar de Tiberíades,［Mateu 14:3］ cap a una muntanya deserta a prop de la ciutat de Betsaida per a estar tot sol.［Mateu 14:13］［Lluc 9:10］［Marc 6:31］［Joan 53:6-3］ En assabentar-se de la seva partida, molta gent el va seguir a peu, de manera que Jesús es va trobar que hi havia un gran multitud. Compadint-se'n, Jesús va curar els malalts i va predicar el seu missatge a tota la gent. Quan ja es feia tard se li van apropar els deixebles i li van dir que acomiadés la gent perquè anés a les ciutats veïnes a comprar menjar, però Ell va respondre: "Doneu-los menjar vosaltres mateixos".［Lluc 9:13］ Davant de l'aparent impossibilitat de fer-ho, els apòstols van reflexionar sobre la situació. Felip va estimar que dos-cents denaris no eren suficients per comprar menjar per a tots (Un denari podia bé conformar el jornal d'un treballador), mentre que Andreu va trobar a un nen que tenia cinc pans d'ordi i dos peixos.
Sense preocupar-se, Jesús va ordenar que tots s'asseguessin en grups de cent i de cinquanta.［Marc 6:40］ Després va agafar els cinc pans i els dos peixos, va pronunciar la benedicció, i els va donar als seus deixebles perquè els distribuïssin entre les persones. Els que van menjar van ser cinc mil homes, però sense comptar les dones ni els nens.
Quan tots van quedar sadollats, Jesús va ordenar: "Recullin els trossos que sobren, perquè no es perdi gens", i es van ajuntar dotze cistelles de sobres.［Joan 6:12］

## Segona multiplicació
Com el primer, el segon miracle també té lloc en una muntanya a la vora del mar de Galilea (llac Tiberíades). Una multitud va estar seguint durant tres dies el Mestre, que va curar a "paralítics, esguerrats, cecs, muts i molts altres malalts".［Mateu 15:29-30］ Una altra vegada, Jesús va tenir compassió de la gent que li havia estat tan fidel, i volia donar-los menjar, ja que molts havien vingut de lluny i podien defallir pel camí. Prenent set pans, va donar les gràcies, els va partir, i els va donar als seus deixebles perquè al seu torn els repartissin a la gent, que eren uns quatre mil homes, una altra vegada sense comptar dones i nens. Després Jesús va pujar a una barca i es va traslladar a la regió de Magadán (Dalmantua).［Mateu 15:32-39］

## El pa de vida
La primera "multiplicació dels pans" obre el capítol 6 de l'evangeli de Joan. Més endavant Jesús es troba amb les mateixes persones a la ciutat de Cafarnaüm, què havien anat a buscar-lo.［Joan 6:24］ Jesús els diu que no van anar a buscar-lo per haver vist signes [miracles], sinó perquè havien menjat fins a sadollar-se, i que Ell ha de treballar per l'aliment imperible "que roman fins a la Vida eterna".［Amós 8:11］ Ells van contestar que els seus avantpassats havien menjat del pa de Déu, el mannà del desert, però el Natzarè els va contestar que aquest pa no era el de Moisès -com ells creien- sinó que el veritable Pa descendia del Cel i venia de Déu. Llavors va dir:
"Jo sóc el pa de vida: qui ve a mi no passarà fam i qui creu en mi no tindrà mai set".［Joan 6:35］
"Jo sóc el pa viu que ha baixat del cel. Qui menja aquest pa, viurà per sempre. I el pa que jo donaré és la meva carn per a la vida del món".［Joan 6:51］
"Aquest és el pa que ha baixat del cel. No és com el que van menjar els vostres pares. Ells van morir, però els qui mengen aquest pa, viuran per sempre".［Joan 6:58］
Les Esglésies de tradició apostòlica -Catòlica, Ortodoxa, Copta, Anglicana- associen aquest text amb l'Eucaristia:
"El sagrament d'aquesta realitat, és a dir, de la unitat del cos i sang de Crist, es prepara a l'altar del Senyor; en alguns llocs, tots els dies i en altres, a intervals... menjant-lo i bevent-lo, els homes busquen apagar la seva gana i la seva set; però això no ho aconsegueixen en veritat sinó amb aquest aliment i beguda, que fa immortals i incorruptibles als que el prenen, fent d'ells la societat mateixa dels sants, on existeix la pau i unitat plena i perfectes. Per això -i ja ho han vist abans alguns homes de Déu- el nostre Senyor Jesucrist ens va deixar el seu cos i sang sota realitats que es fan unitat a partir de molts elements. En efecte, una d'elles s'elabora a partir de molts grans de blat i l'altra de molts grans de raïm.
Finalment, explica com s'efectua aquesta menja del seu cos i el beure de la seva sang. Qui menja la meva carn i beu la meva sang, està en mi i jo en ell.［Joan 6:57］ És el mateix que romandre en Crist i tenir Jesucrist que roman en si mateix. Per això, qui no roman en Crist i aquell en qui no roman Crist, sense cap dubte no menja ni beu espiritualment el seu cos i la seva sang, encara que material i visiblement toqui amb les seves dents el sagrament del cos i la sang de Crist. Al contrari, menja i beu per a la seva perdició el sagrament de realitat tan augusta, ja que, impur com és, gosa apropar-se en els sagraments de Crist, que només els nets poden rebre dignament. D'ells es diu: Feliços els nets de cor, perquè ells veuran Déu.［Mateu 5:8］(Sant Agustí, Comentaris de Sant Joan 26.15-18)

## Similituds amb el Sant Sopar
S'ha plantejat, a més, un paral·lelisme entre el multiplicació dels pans i el Sant Sopar. Aquesta idea es veu reforçada perquè s'utilitzen els mateixos verbs en ambdós passatges, que es pot notar al text ressaltat:
Marc 6.41: ΚΑΙ ΛΑΒΩΝ ΤΟΥΣ ΠΕΝΤΕ ΑΡΤΟΥΣ ΚΑΙ ΤΟΥΣ ΔΥΟ ΙΧΘΥΑΣ ΑΝΑΒΛΕΨΑΣ ΕΙΣ ΤΟΝ ΟΥΡΑΝΟΝ ΕΥΛΟΓΗΣΕΝ ΚΑΙ ΚΑΤΕΚΛΑΣΕΝ ΤΟΥΣ ΑΡΤΟΥΣ
Marc 14.22: ΚΑΙ ΕΣΘΙΟΝΤΩΝ ΑΥΤΩΝ ΛΑΒΩΝ ΑΡΤΟΝ ΕΥΛΟΓΗΣΑΣ ΕΚΛΑΣΕΝ ΚΑΙ ΕΔΩΚΕΝ ΑΥΤΟΙΣ ΚΑΙ ΕΙΠΕΝ ΛΑΒΕΤΕ ΤΟΥΤΟ ΕΣΤΙΝ ΤΟ ΣΩΜΑ ΜΟΥ